# Étréaupont

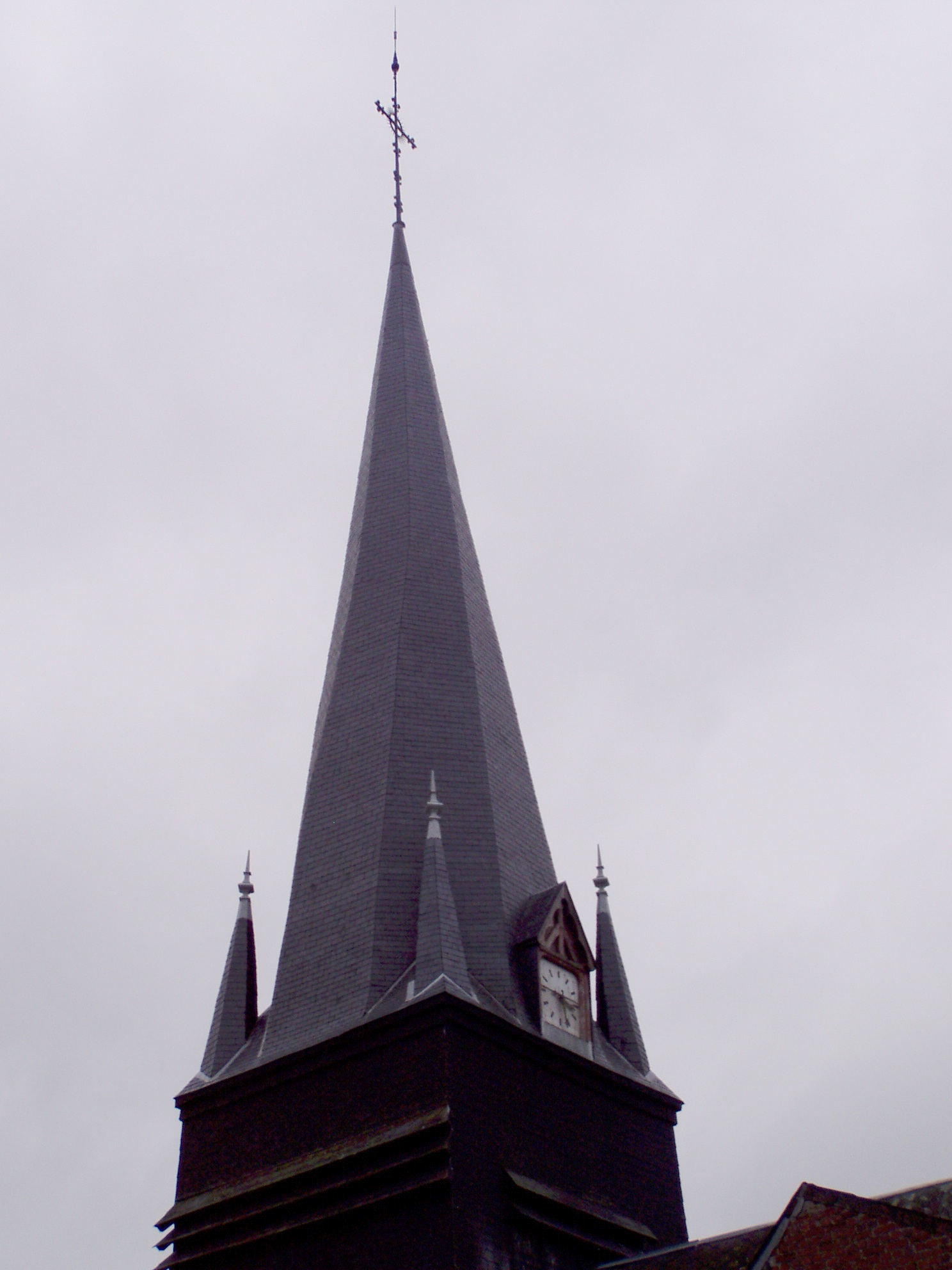
Kerk in Étréaupont

Étréaupont is een gemeente in het Franse departement Aisne (regio Hauts-de-France) en telt 933 inwoners (1999). De plaats maakt deel uit van het arrondissement Vervins. 

De streek waar het ligt heet de Thiérache. Étréaupont ligt waar de rivieren de l'Oise en de Thon samenkomen. Het ligt 15 km ten westen van de plaats Hirson en 9 km ten noorden van Vervins. Het dankt zijn naam aan een oude romeinse weg.

## Geografie
De oppervlakte van Étréaupont bedraagt 17,6 km², de bevolkingsdichtheid is 53,0 inwoners per km².
De onderstaande kaart toont de ligging van Étréaupont met de belangrijkste infrastructuur en aangrenzende gemeenten.

## Demografie
Onderstaande figuur toont het verloop van het inwonertal (bron: INSEE-tellingen).
Vanwege een beveiligingsprobleem met de MediaWiki Graph-software is het momenteel niet mogelijk deze grafiek weer te geven. Zodra de software is bijgewerkt zal de grafiek vanzelf weer zichtbaar worden.

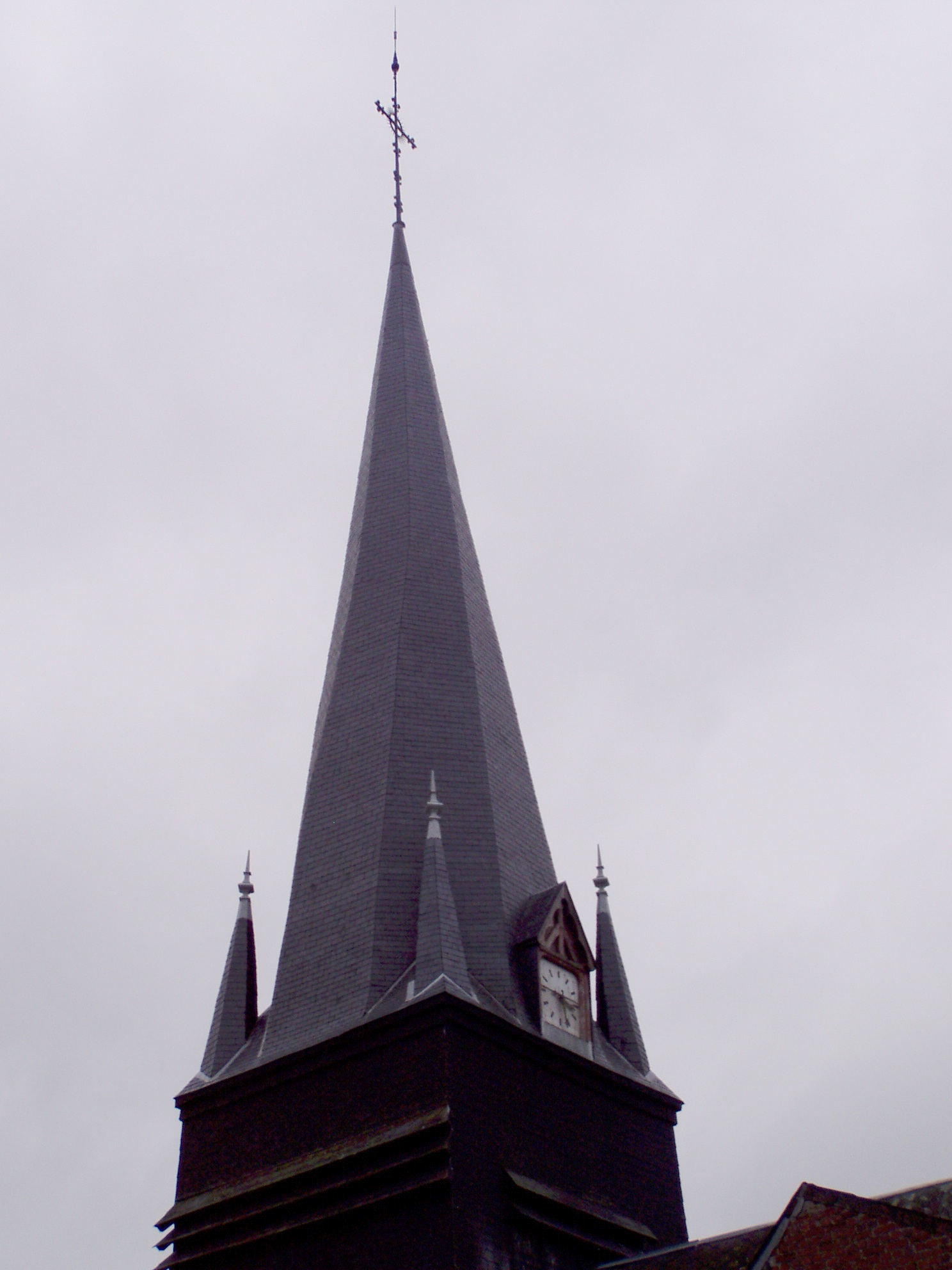
De gedraaide toren van de Saint-Martin